# 2013年の競輪
2012年の競輪-2013年の競輪-2014年の競輪
2013年の競輪（2013ねんのけいりん）は、2013年（平成25年）に起こった競輪に関する出来事と、GP、GI、GII、GIIIを中心としたレースの優勝者及び、獲得賞金ランキング30位までの選手を記したものである。

## できごと

### 1月
- 10日
  - 日刊スポーツによると、前年暮れに、山中光茂松阪市市長が廃止を表明した松阪競輪について、2012年度（当年3月末まで）内の開催終了は困難だとして、当年度上半期まで開催を行った上で開催を終了し、その後は競輪場外車券売場（サテライト）に転用する意向であることが明らかになった[1]。
- 16日
  - 競輪の2012年表彰選手が発表され、最優秀選手に武田豊樹が初めて選出された。また、女子の最優秀選手賞にあたる特別賞には、加瀬加奈子が選出された[2]。

### 2月
- 11日
  - 第28回読売新聞社杯全日本選抜競輪決勝戦が行われ、平原康多が優勝[3]。
  - 当日の松山競輪場のDokanto!4two（ドカント フォートゥー）で1口の的中があり、払戻金は1億0016万0540円だった[4]。
- 12日
  - 山中光茂市長が廃止を示唆している松阪競輪について、日本写真判定の担当者が松阪市役所を訪問し、「市や市民の協力があれば黒字にできる。運営費で赤字が出た場合は当社が穴埋めする」と山中市長に伝え、経営再建案を提示した[5]。
- 15日
  - 一宮競輪の存廃問題を検討している「一宮市競輪あり方検討委員会」は、当年度の収支黒字化を事業継続の条件とする報告をまとめ、存廃判断に一年間の猶予を認めたが、同時に経営改善が見込めない場合は速やかな廃止を求めた[6]。
- 20日
  - 毎日新聞は、当月19日まで開催された奈良競輪の開設記念の総売り上げが約71億2800万円に達したことから、2012年度の収支が黒字に転じる可能性が高くなったと報じた。なお、同競輪は1億2200万円の累積赤字を抱えており、当年の開設記念における総売り上げが68億円を下回るようであれば、即時の廃止が検討されていた。この結果を受けて、有識者でつくる「県営競輪あり方検討委員会」は当年5月に存続か廃止、または外部委託かという方向性を示す中間報告をまとめる予定[7]。
- 24日
  - 初開催となるガールズケイリンコレクションが高松競輪場で行われ、中村由香里が優勝[8]。

### 3月
- 9日
  - 当日発売の4月号をもって、けいりんマガジンが休刊[9]。
- 24日
  - 第66回日本選手権競輪決勝戦が立川競輪場で行われ、村上義弘が優勝[10]。
- 26日
  - 小嶋敬二が競輪場外車券売場の「サテライト金沢」設置申請を出していた件で、金沢市議会本会議は設置場所などの条件付きで採決した[11]。なお、運営者は小嶋本人が務めることになる予定。
- 27日
  - 男子は第103回生、女子は第104回生の日本競輪学校・卒業記念レース最終日が川崎競輪場で行われ、男子は小酒大勇（福島）、女子は石井寛子（東京）が優勝[12]。

### 4月
- 6日
  - 千葉競輪は、売上の向上と業務の効率化を図るため、今年度から3年間の予定で、日本写真判定に開催業務を包括委託することになった[13]。
- 15日
  - 全国競輪施行者協議会（全輪協）は2012年度の車券の総売り上げが2011年度比９７・８％の６０９１億２５２５万５３００円だったと発表した。総売り上げの減少は２１年連続。総入場者数も2011年度比９５・７％の４６８万６９５１人だった[14]。
- 17日
  - 2014年度のGP、GI、GII開催地等が決定。KEIRINグランプリは史上初めて首都圏を離れ、岸和田競輪場での開催が決定[15]。
- 29日
  - 共同通信社杯競輪決勝戦が福井競輪場で行われ、長塚智広が優勝[16]。

### 5月
- 7日
  - ガールズケイリンのテーマソングが、湘南乃風が歌う「STAY GOLD」に変わることになった[17]。
- 11日
  - 日本競輪学校第106期（女子第3期）の生徒試走記録会で小林優香が、女子生徒初となるゴールデンキャップを獲得。[18]
- 31日
  - 奈良競輪の経営改善策や存廃を含む今後の在り方を検討する検討委員会の会合が同競輪場内で行われ、存廃については平成28年度末までは当面存続とし、29年度以降は27年度末までに改めて同委員会に報告するなどとした中間報告案が示され、おおむね了承された[19]。
  - 一宮競輪場が2013年度限りで廃止されるというニュースが、複数のメディアによって報じられた[20]。

### 6月
- 1日
  - 松阪競輪の運営を希望する日本写真判定が松阪市役所でプレゼンテーションに挑んだ。同社の渡辺俊太郎社長は、特別会計全体での赤字は同社が全額負担し、黒字の場合は利益を市と折半すると説明[21]。
- 2日
  - 平塚競輪のガールズケイリン決勝戦で石井寛子が優勝し、ガールズケイリンとしては新記録となる、デビューからの連勝記録を9に伸ばした。一方、和歌山競輪のガールズケイリン決勝戦も行われ、目下15連勝中だった加瀬加奈子が門脇真由美に敗れ、連勝記録が途絶えた[22]。
- 3日
  - 愛知県一宮市の谷一夫市長は、6月の定例市議会の議員総会で、経営が低迷している競輪事業から今年度限りで撤退し、一宮競輪場を廃止する方針を表明した[23]。
- 5日
  - サテライト朝日を運営していた株式会社サテライト朝日が、東京地方裁判所より特別清算の開始決定を受けた。負債総額は44億8383万円[24]。
- 9日
  - 松谷秀幸が小田原競輪場で行われた、「花月園メモリアルin小田原」（GIII）を制覇。プロ野球出身の競輪選手として初のGIII優勝[25]。
- 16日
  - 第64回高松宮記念杯競輪決勝戦が岸和田競輪場で行われ、成田和也が優勝[26]。
- 17日
  - 松阪市議会文教経済委員会は、松阪競輪事業の受託に名乗りを上げた日本写真判定への業務委託費２億６２５０万円や、記念レース開催事業費１１億６６２５万円などの競輪事業特別会計補正予算案を賛成多数で可決した。これにより、松阪競輪の存続が決定した[27]。

### 7月
- 15日
  - 第22回寬仁親王牌・世界選手権記念トーナメント決勝戦が弥彦競輪場で行われ、金子貴志が初のGI優勝を果たした[28]。
- 23日
  - 第56回オールスター競輪（京王閣競輪場）のファン投票結果が発表され、村上義弘が2年ぶり3度目の第1位に選出された[29]。また、同大会4日目に行われるガールズケイリンコレクション選出のためのファン投票結果も発表され、加瀬加奈子が第1位となった。
- 24日
  - 7車立てで行われているA級3班限定のA級チャレンジレースについて、当年9月5日開幕の静岡競輪において、試験的に9車立てで実施されることが決まった。以後も、当年9月から11月までの期間、一部の場で試験的に9車立てが行われることになっている[30]。
- 25日
  - 高知競輪開設記念初日11レース[31]において、1着となった中村一将以外の選手が、残りあと1周半付近で過度にけん制し合って先頭から大きく離れたままゴールしたため、追走義務違反と判断され、武田豊樹ら7選手が失格となった[32]。なお、当該レースは全賭式の車券が払い戻しとなった。その後、当該7選手には長期間の斡旋停止処分が下り、最も処分の重かった武田は、当年12月31日までとなった。
- 30日
  - 日本競輪学校第106期（女子第3期）の第1回記録会で小林優香が、女子のみならず同校史上初となるゴールデンキャップを連続で獲得。[33]

### 8月
- 3日
  - サマーナイトフェスティバル決勝戦がいわき平競輪場で行われ、佐藤友和が優勝[34]。
- 15日
  - 京王閣ガールズケイリン初日第7レースで、デビューから12連勝中の石井寛子が、門脇真由美の4着に敗れた[35]。
- 28日
  - 当年11月に韓国の光明ドーム競輪場で開催される第2回日韓対抗戦競輪の日本側の選手16名が発表された[36]。

### 9月
- 3日
  - 岐阜記念決勝戦が行われ、優勝した村上義弘が区切りとなる500勝（史上17人目）を達成[37]。
- 8日
  - 加瀬加奈子が、新潟県内で交通事故を起こし、事故相手が怪我をしたことから、その後、当月15日に京王閣競輪場で行われるガールズケイリンコレクションを含め、10月一杯まで自粛欠場したい旨をJKAに伝えていたことがわかった[38]。
- 16日
  - 予定されていた第56回オールスター競輪決勝戦が、台風第18号の影響を受け中止。翌17日に順延となった[39]。
- 17日
  - 台風第18号の影響を受け1日順延となった第56回オールスター競輪決勝戦が京王閣競輪場で行われ、後閑信一が優勝[40]。
- 18日
  - 東日本大震災で大損傷を受けて、その後改築中だった取手競輪場の新しいメーンスタンドが完成し、報道関係者に披露された[41]。
- 25日
  - 日本競輪学校第106期（女子第3期）の第2回記録会で小林優香が、女子のみならず同校史上初となるゴールデンキャップを3回連続で獲得。[42]
- 30日
  - 当月、短期登録選手制度でガールズケイリンに参加していたレベッカ・ジェームズが、当日行われた四日市決勝戦を制し、9戦全勝の記録をもって帰国の途に着くことになった。

### 10月
- 3日
  - 2010年3月に廃止された花月園競輪場の跡地利用について、横浜市の林文子市長は、事業主体の都市再生機構（UR)に対し、2014年度中の事業着手を目指すよう年内に要請を行う考えを明らかにした[43]。
- 4日
  - 当年9月8日に運転中に交通事故を起こし、以後斡旋自粛中の加瀬加奈子の競走復帰について、当年11月2日開幕の前橋競輪となることが決まった[44]。
- 19日
  - 千葉競輪開設記念第2レースで、1着から9着まで、車番とは全て逆の形で入線（1着・9番、2着・8番、3着・7番・・・）[45]
- 24日
  - ヤンググランプリの出場選手が発表された[46]。
- 29日
  - 一宮競輪開設記念最終日が行われ、一宮市の谷一夫市長が来場。優勝した長塚智広に対する表彰式の席で、「長らくご愛顧をありがとうございました」と発言し、同場の開催を翌年3月末までで廃止する方針を変えない姿勢を見せた[47]。

### 11月
- 3日
  - 第2回日韓対抗戦競輪最終日が、韓国の光明ドーム競輪場で行われ、韓国の金珉喆が優勝。日本勢は佐藤友和の3位が最高[48]。
- 21日
  - 当年のガールズグランプリ出場選手が決まった[49]。
- 29日
  - 前橋市は、前橋競輪場を開催するグリーンドーム前橋のネーミングライツを募集することになった[50]。
  - 当年12月31日まで斡旋停止中の武田豊樹の復帰戦が、2014年1月1日開幕の京王閣に決まった[51]。

### 12月
- 1日
  - 第55回朝日新聞社杯競輪祭決勝が小倉競輪場で行われ、金子貴志が優勝[52]。同大会終了後、当月30日に行われるKEIRINグランプリ2013の出場選手が決まった[53]。
- 2日
  - 2014年度（平成26年度）のGP・GI・GII・GIIIの開催日程が決まった[54]。
- 5日
  - 6日開幕のいわき平に出場予定だった6選手の自転車が、同競輪場に届かないというアクシデントに見舞われた。そのため前日の検査を行うことができず、契約解除となり欠場を余儀なくされた[55]。
- 18日
  - 村上義弘、武田豊樹、長塚智広ら18選手が日本競輪選手会の運営方針について不満を募らせている現状を踏まえ、同会を脱退することが分かった。一番の理由は選手への共済についての問題。選手は1回走るごとに1万500円を選手会に収め、この内7500円が退職金に充てられ、残りが年金などの共済金となるはずが、年金は2010年から支給が停止され、退職金も2017年まで約20%カットする方針につき、「制度上すでに破綻している」現状だという。更に18人に同調する動きもあり、退会者は今後増加する見込み[56]。
- 19日
  - 一宮市定例市議会で、一宮競輪の廃止条例案が全会一致で可決。これにより、一宮競輪の今年度限りの開催廃止が決定した。一方、2014年度以降については、専用場外発売所として運営を行いたいとしている[57]。
  - 上記の村上義弘ら5選手が、東京・内幸町の帝国ホテルで記者会見し、自身らを含む18選手が日本競輪選手会を同日付で退会し、選手会の新団体を発足させたと発表した。2011年に発足したSS11が新団体の母体となる[58]。
- 20日
  - 日本競輪学校第107回（男子）、第108回（女子）の各合格発表が行われた[59]。
- 24日
  - ガールズケイリンで実施されている、インターナショナルルールの競輪を2014年1月26日にいわき平競輪場で、KEIRIN EVOLUTION(ケイリン エボリューション)として実施することが決まった[60]。
- 27日
  - 日本競輪選手会は、当月19日にSS11を母体とする新選手会に加入するべく、同会に退会届を提出した22選手に対し、除名処分とする方向であることを発表[61]。
  - 新田康仁が、テレビ東京アナウンサーの松丸友紀と結婚することが発表された[62]。
- 28日
  - ガールズグランプリ2013が立川競輪場で行われ、中村由香里が優勝[63]。
- 29日
  - ヤンググランプリ2013が立川競輪場で行われ、猪俣康一が優勝。同レース史上最年長となる37歳での制覇だった[64]。
- 30日
  - KEIRINグランプリ2013が立川競輪場で行われ、金子貴志が優勝[65]。

## GP
| レース名             | 場名 | 日程         | 優勝者   |
| -------------------- | ---- | ------------ | -------- |
| KEIRINグランプリ2013 | 立川 | 12月30日(月) | 金子貴志 |

## GI
| レース名                                     | 場名   | 日程                        | 優勝者   |
| -------------------------------------------- | ------ | --------------------------- | -------- |
| 第28回読売新聞社杯全日本選抜競輪             | 松山   | 2月8日(金) 〜 2月11日(月)   | 平原康多 |
| 第66回日本選手権競輪                         | 立川   | 3月19日(火) 〜 3月24日(日)  | 村上義弘 |
| 第64回高松宮記念杯競輪                       | 岸和田 | 6月13日(木) 〜 6月16日(日)  | 成田和也 |
| 第22回寬仁親王牌・世界選手権記念トーナメント | 弥彦   | 7月12日(金) 〜 7月15日(月)  | 金子貴志 |
| 第56回オールスター競輪                       | 京王閣 | 9月12日(木) 〜 9月16日(月)  | 後閑信一 |
| 第55回朝日新聞社杯競輪祭                     | 小倉   | 11月28日(木) 〜 12月1日(日) | 金子貴志 |

## GII
| レース名                        | 場名     | 日程                       | 優勝者   |
| ------------------------------- | -------- | -------------------------- | -------- |
| 第29回共同通信社杯              | 福井     | 4月26日(金) 〜 4月29日(月) | 長塚智広 |
| 第9回サマーナイトフェスティバル | いわき平 | 8月2日(金) 〜 8月3日(土)   | 佐藤友和 |
| ヤンググランプリ2013            | 立川     | 12月29日（日）             | 猪俣康一 |

## GIII
| 場名     | サブタイトル                 | 日程                         | 優勝者   |
| -------- | ---------------------------- | ---------------------------- | -------- |
| 大宮     | 東日本発祥倉茂記念杯         | 1月5日(土) 〜 1月8日(火)     | 平原康多 |
| 和歌山   | 和歌山グランプリ             | 1月12日(土) 〜 1月15日(火)   | 武田豊樹 |
| 静岡     | たちあおい賞争奪戦           | 1月19日(土) 〜 1月22日(火)   | 新田康仁 |
| 京王閣   | ゴールドカップレース         | 1月26日(土) 〜 1月29日(火)   | 志智俊夫 |
| 四日市   | 泗水杯争奪戦                 | 1月31日(木) 〜 2月3日(日)    | 新田祐大 |
| 奈良     | 春日賞争覇戦                 | 2月16日(土) 〜 2月19日(火)   | 村上義弘 |
| 高松     | 玉藻杯争覇戦                 | 2月23日(土) 〜 2月26日(火)   | 深谷知広 |
| 玉野     | 瀬戸の王子杯                 | 2月28日(木) 〜 3月3日(日)    | 村上義弘 |
| いわき平 | いわき金杯争奪戦             | 3月7日(木) 〜 3月10日(日)    | 山崎芳仁 |
| 川崎     | 桜花賞・海老澤清杯争奪戦     | 4月4日(木) 〜 4月7日(日)     | 成田和也 |
| 武雄     | 大楠賞争奪戦                 | 4月13日(土) 〜 4月16日(火)   | 藤木裕   |
| 西武園   | ゴールド・ウイング賞         | 4月18日(木) 〜 4月21日(日)   | 萩原孝之 |
| 平塚     | 湘南ダービー                 | 5月3日(金) 〜 5月6日(月)     | 井上昌己 |
| 別府     | 別府八湯ゆけむりカップ       | 5月9日(木) 〜 5月12日(日)    | 新田祐大 |
| 宇都宮   | 宇都宮ワンダーランドカップ   | 5月25日(土) 〜 5月28日(火)   | 浅井康太 |
| 函館     | 五稜郭杯争奪戦               | 5月31日(金) 〜 6月3日(月)    | 成田和也 |
| 小田原   | 花月園メモリアルｉｎ小田原   | 6月6日(木) 〜 6月9日(日)     | 松谷秀幸 |
| 久留米   | 第20回中野カップレース       | 6月22日(土) 〜 6月25日(火)   | 池田勇人 |
| 前橋     | 三山王冠争奪戦               | 6月28日(金) 〜 7月1日(月)    | 浅井康太 |
| 小松島   | 阿波おどり杯争覇戦           | 7月4日(木) 〜 7月7日(日)     | 平原康多 |
| 豊橋     | ちぎり賞争奪戦               | 7月20日(土) 〜 7月23日(火)   | 金子貴志 |
| 高知     | よさこい賞争覇戦             | 7月25日(木) 〜 7月28日(日)   | 藤田竜矢 |
| 富山     | 瑞峰立山賞争奪戦             | 8月10日(土) 〜 8月13日(火)   | 長塚智広 |
| 松戸     | 燦燦ダイヤモンドカップ争奪戦 | 8月15日(木) 〜 8月18日(日)   | 浅井康太 |
| 小田原   | 北条早雲杯争奪戦             | 8月24日(土) 〜 8月27日(火)   | 長塚智広 |
| 岐阜     | 長良川鵜飼カップ             | 8月31日(土) 〜 9月3日(火)    | 村上義弘 |
| 向日町   | 平安賞                       | 9月21日(土) 〜 9月24日(火)   | 木暮安由 |
| 青森     | みちのく記念競輪             | 9月28日(土) 〜 10月1日(火)   | 金子貴志 |
| 防府     | 周防国府杯争奪戦             | 10月5日(土) 〜 10月8日(火)   | 浅井康太 |
| 熊本     | 火の国杯争奪戦               | 10月12日(土) 〜 10月15日(火) | 長塚智広 |
| 千葉     | 第6回滝澤正光杯              | 10月17日(木) 〜 10月20日(日) | 岡田征陽 |
| 一宮     | 毛織王冠争奪戦               | 10月26日(土) 〜 10月29日(火) | 長塚智広 |
| 大垣     | 水都大垣杯                   | 11月2日(土) 〜 11月5日(火)   | 平原康多 |
| 取手     | 水戸黄門賞                   | 11月9日(土) 〜 11月12日(火)  | 長塚智広 |
| 松阪     | 蒲生氏郷杯王座競輪           | 11月15日(金) 〜 11月18日(月) | 山内卓也 |
| 広島     | ひろしまピースカップ         | 12月6日(金) 〜 12月9日(月)   | 川村晃司 |
| 佐世保   | 九十九島賞争奪戦             | 12月13日(金) 〜 12月16日(月) | 川村晃司 |
| 伊東     | 椿賞争奪戦                   | 12月20日(金) 〜 12月23日(月) | 山崎芳仁 |

## FI
| レース名           | 場名 | 日程                             | 優勝者   |
| ------------------ | ---- | -------------------------------- | -------- |
| 寺内大吉記念杯競輪 | 立川 | 12月28日（土） 〜 12月30日（月） | 藤田竜矢 |

## FII

### チャリーズ杯
| 場名       | 日程          | 優勝者   |
| ---------- | ------------- | -------- |
| いわき平   | 3月9日（土）  | 佐藤友和 |
| 京都向日町 | 9月22日（日） | 池田勇人 |
| 取手       | 11月9日（土） | 井上昌己 |

### その他
| レース名                     | 場名   | 日程                           | 優勝者   |
| ---------------------------- | ------ | ------------------------------ | -------- |
| ルーキーチャンピオンレース   | 川崎   | 4月6日（土）                   | 吉澤純平 |
| スーパープロピストレーサー賞 | 岸和田 | 5月18日（土） 〜 5月19日（日） | 新田祐大 |
| ワールドステージin松戸       | 松戸   | 8月15日（木）                  | 新田祐大 |

## 女子

### ガールズケイリン特別レース
| レース名                                                              | 場名   | 日程           | 優勝者     |
| --------------------------------------------------------------------- | ------ | -------------- | ---------- |
| ガールズケイリンコレクション2013高松ステージ サンポートクイーンカップ | 高松   | 2月24日（日）  | 中村由香里 |
| ガールズケイリンコレクション2013前橋ステージ ドームクイーンカップ     | 前橋   | 6月30日（日）  | 加瀬加奈子 |
| ガールズケイリンコレクション2013京王閣ステージ                        | 京王閣 | 9月15日（日）  | 石井寛子   |
| ガールズグランプリ2013                                                | 立川   | 12月28日（土） | 中村由香里 |

### ガールズケイリン
| 場名     | 日程                          | 優勝者             |
| -------- | ----------------------------- | ------------------ |
| 平塚     | 1月2日（水）〜 4日（金）      | 森美紀             |
| 松戸     | 1月12日(土) 〜 14日(月)       | 中村由香里         |
| 松山     | 1月18日(金) 〜 20日(日)       | 中山麗敏           |
| 豊橋     | 1月24日(木) 〜 26日(土)       | 中山麗敏           |
| 岸和田   | 2月 2日(土) 〜 4日(月)        | 加瀬加奈子         |
| 松戸     | 2月12日(火) 〜 14日(木)       | 篠崎新純           |
| 松戸     | 2月20日(水) 〜 22日(金)       | 浦部郁里           |
| 京王閣   | 3月 1日(金) 〜 3日(日)        | 中山麗敏           |
| 京王閣   | 3月 8日(金) 〜 10日(日)       | 中村由香里         |
| 松戸     | 3月19日(火) 〜 21日(木)       | カーリー・マカラク |
| 平塚     | 3月29日(金) 〜 31日(日)       | 加瀬加奈子         |
| 四日市   | 4月7日（日） 〜 9日（火）     | 中村由香里         |
| 京王閣   | 4月13日（土） 〜 15日（月）   | 加瀬加奈子         |
| 平塚     | 4月19日（金） 〜 21日（日）   | 増茂るるこ         |
| 前橋     | 4月26日（金） 〜 28日（日）   | 加瀬加奈子         |
| 四日市   | 5月3日（金） 〜 5日（日）     | 加瀬加奈子         |
| 京王閣   | 5月10日（金） 〜 12日（日）   | 石井寛子           |
| 松戸     | 5月11日（土） 〜 13日（月）   | 山原さくら         |
| 静岡     | 5月18日（土） 〜 20日（月）   | 加瀬加奈子         |
| 名古屋   | 5月24日（金） 〜 26日（日）   | 石井寛子           |
| 松山     | 5月25日（土） 〜 27日（月）   | 山原さくら         |
| 平塚     | 5月31日（金） 〜 6月2日（日） | 石井寛子           |
| 和歌山   | 5月31日（金） 〜 6月2日（日） | 門脇真由美         |
| いわき平 | 6月6日（木） 〜 8日（土）     | 梶田舞             |
| 奈良     | 6月6日（木） 〜 8日（土）     | 中村由香里         |
| 松戸     | 6月13日（木） 〜 15日（土）   | 篠崎新純           |
| 小倉     | 6月16日（日） 〜 17日（月）   | 森美紀             |
| 松山     | 6月21日（金） 〜 23日（日）   | 石井寛子           |
| 弥彦     | 6月22日（土） 〜 24日（月）   | 加瀬加奈子         |
| 高知     | 6月28日（金） 〜 30日（日）   | 山原さくら         |
| 立川     | 7月5日（金） 〜 7日（日）     | 中川諒子           |
| 松戸     | 7月5日（金） 〜 7日（日）     | 渡辺ゆかり         |
| いわき平 | 7月12日（金） 〜 14日（日）   | 中村由香里         |
| 広島     | 7月13日（土） 〜 15日（月）   | 山原さくら         |
| 岸和田   | 7月18日（木） 〜 20日（土）   | 中山麗敏           |
| 青森     | 7月19日（金） 〜 21日（日）   | 加瀬加奈子         |
| 平塚     | 7月25日（木） 〜 27日（土）   | 山原さくら         |
| 小倉     | 7月28日（日） 〜 30日（火）   | 中村由香里         |
| 熊本     | 8月2日（金） 〜 4日（日）     | 篠崎新純           |

| 場名       | 日程                            | 優勝者               |
| ---------- | ------------------------------- | -------------------- |
| 弥彦       | 8月4日（日） 〜 6日（火）       | 加瀬加奈子           |
| 玉野       | 8月9日（金） 〜 11日（日）      | 中川諒子             |
| 京都向日町 | 8月10日（土） 〜 12日（月）     | 加瀬加奈子           |
| 京王閣     | 8月15日（木） 〜 17日（土）     | 石井寛子             |
| 平塚       | 8月20日（火） 〜 22日（木）     | 中村由香里           |
| 名古屋     | 8月23日（金） 〜 25日（日）     | 中山麗敏             |
| 防府       | 8月28日（水） 〜 30日（金）     | 石井寛子             |
| 高松       | 8月31日（土） 〜 9月2日（月）   | 山原さくら           |
| 青森       | 9月6日（金） 〜 8日（日）       | 石井寛子             |
| 豊橋       | 9月7日（土） 〜 9日（月）       | 田畑茉利名           |
| 松戸       | 9月12日（木） 〜 14日（土）     | レベッカ・ジェームズ |
| 静岡       | 9月20日（金） 〜 22日（日）     | 中川諒子             |
| 立川       | 9月21日（土） 〜 23日（月）     | レベッカ・ジェームズ |
| 宇都宮     | 9月26日（木） 〜 28日（土）     | 梶田舞               |
| 四日市     | 9月28日（土） 〜 30日（月）     | レベッカ・ジェームズ |
| 富山       | 10月4日（金） 〜 6日（日）      | 中村由香里           |
| 奈良       | 10月5日（土） 〜 7日（月）      | 石井寛子             |
| 平塚       | 10月10日（木）〜 12日（土）     | 増茂るるこ           |
| いわき平   | 10月12日（土） 〜 14日（月）    | 梶田舞               |
| 広島       | 10月17日（木） 〜 19日（土）    | 山原さくら           |
| 立川       | 10月20日（日） 〜 22日（火）    | 中村由香里           |
| 弥彦       | 10月25日（金） 〜 27日（日）    | 石井寛子             |
| 西武園     | 10月30日（水） 〜 11月1日（金） | 小林莉子             |
| 前橋       | 11月2日（土） 〜 4日（月）      | 中川諒子             |
| 四日市     | 11月6日（水） 〜 8日（金）      | 篠崎新純             |
| 富山       | 11月9日（土） 〜 11日（月）     | 梶田舞               |
| 松山       | 11月13日（水） 〜 15日（金）    | 石井寛子             |
| 防府       | 11月15日（金） 〜 17日（日）    | 加瀬加奈子           |
| 伊東温泉   | 11月22日（金） 〜 24日（日）    | 石井寛子             |
| 高知       | 11月22日（金） 〜 24日（日）    | 中川諒子             |
| いわき平   | 11月28日（木） 〜 30日（土）    | 中村由香里           |
| 松山       | 12月1日（日） 〜 3日（火）      | 杉沢毛伊子           |
| いわき平   | 12月6日（金） 〜 8日（日）      | 手柴敦子             |
| 静岡       | 12月12日（木） 〜 14日（土）    | 中山麗敏             |
| 岸和田     | 12月12日（木） 〜 14日（土）    | 小林莉子             |
| 四日市     | 12月20日（金） 〜 22日（日）    | 小林莉子             |
| 高松       | 12月23日（月） 〜 25日（水）    | 矢野光世             |
| 松山       | 12月26日（木） 〜 28日（土）    | 浦部郁里             |

## 獲得賞金ランキング
| 順位 | 選手名     | 期 | 登録地 | 獲得賞金      |
| ---- | ---------- | -- | ------ | ------------- |
| 1    | 金子貴志   | 75 | 愛知   | 189,569,722円 |
| 2    | 深谷知広   | 96 | 愛知   | 129,186,500円 |
| 3    | 村上義弘   | 73 | 京都   | 114,101,200円 |
| 4    | 成田和也   | 88 | 福島   | 103,208,000円 |
| 5    | 新田祐大   | 90 | 福島   | 94,037,500円  |
| 6    | 長塚智広   | 81 | 茨城   | 85,312,500円  |
| 7    | 浅井康太   | 90 | 三重   | 77,542,000円  |
| 8    | 平原康多   | 87 | 埼玉   | 76,748,000円  |
| 9    | 後閑信一   | 65 | 東京   | 69,331,300円  |
| 10   | 岡田征陽   | 85 | 東京   | 53,614,200円  |
| 11   | 佐藤友和   | 88 | 岩手   | 53,501,200円  |
| 12   | 藤木裕     | 89 | 京都   | 52,851,200円  |
| 13   | 山崎芳仁   | 88 | 福島   | 52,766,000円  |
| 14   | 神山雄一郎 | 61 | 栃木   | 51,559,000円  |
| 15   | 稲川翔     | 90 | 大阪   | 45,489,800円  |
| 16   | 池田勇人   | 90 | 埼玉   | 45,382,500円  |
| 17   | 武田豊樹   | 88 | 茨城   | 44,448,000円  |
| 18   | 川村晃司   | 85 | 京都   | 42,295,000円  |
| 19   | 井上昌己   | 86 | 長崎   | 41,070,300円  |
| 20   | 勝瀬卓也   | 84 | 神奈川 | 40,038,400円  |
| 21   | 佐藤慎太郎 | 78 | 福島   | 40,031,200円  |
| 22   | 伏見俊昭   | 75 | 福島   | 38,987,500円  |
| 23   | 牛山貴広   | 92 | 茨城   | 38,596,000円  |
| 24   | 脇本雄太   | 94 | 福井   | 38,212,000円  |
| 25   | 村上博幸   | 86 | 京都   | 37,284,800円  |
| 26   | 南修二     | 88 | 大阪   | 35,798,900円  |
| 27   | 菊地圭尚   | 89 | 北海道 | 34,979,200円  |
| 28   | 稲垣裕之   | 86 | 京都   | 34,867,000円  |
| 29   | 志智俊夫   | 70 | 岐阜   | 33,443,500円  |
| 30   | 新田康仁   | 74 | 静岡   | 33,321,000円  |

## 平成25年 表彰選手
|                |                |            | （受賞回数）                                   |
| -------------- | -------------- | ---------- | ---------------------------------------------- |
| 最優秀選手賞   | 最優秀選手賞   | 金子貴志   | （初）                                         |
| 優秀選手賞     | 優秀選手賞     | 深谷知広   | （2）                                          |
| 優秀新人選手賞 | 優秀新人選手賞 | 竹内雄作   | 第99回生                                       |
| 特別敢闘選手賞 | 特別敢闘選手賞 | 後閑信一   | （3）                                          |
| ガールズ       | 最優秀選手賞   | 石井寛子   | （初）                                         |
| ガールズ       | 優秀選手賞     | 中村由香里 | （2）                                          |
| ガールズ       | 優秀選手賞     | 加瀬加奈子 | （初）                                         |
| 特別功労賞     | 特別功労賞     | 田前義守   | 平成10年から15年という長年に渡って車椅子を寄贈 |